# سکولاریست سال
جایز سکولاریست سال همه ساله به افرادی که بیشترین کمک را به گسترش سکولاریسم کرده‌اند توسط انجمن سکولار ملی بریتانیا اهدا می‌شود. جایزه تشکیل شده از یک «صدف طلایی» و یک چک ۵۰۰۰ پوندی که توسط دکتر مایکل اروین اسپانسر مالی اهدا می‌شود. در سال ۲۰۰۸ جایزه‌ای اهدا نشده و مراسم به فوریه ۲۰۰۹ موکول شد تا با مراسم «۲۰۰امین سالگرد تولد چارلز داروین» همزمان شود.

## برندگان جایزه
- ۲۰۰۵ − مریم نمازی، برای دفاع از حقوق زنان و آزادی بیان.[۱]
- ۲۰۰۶ − استیو جونز، زیست‌شناس در کالج دانشگاهی لندن و نویسنده کتاب‌های مختلف دربارهٔ فرگشت.[۲]
- ۲۰۰۷ − مینا احدی، بنیان‌گذار شورای مرکزی مسلمانان سابق در آلمان[۳]
- ۲۰۰۹ − ایوان هریس عضو پارلمان و لرد اوبری، به‌طور مشترک برای کار بر روی لغو قوانین توهین به مقدسات، اهداشده توسط ریچارد داوکینز[۴][۵]
- ۲۰۱۰ − گروه خواهران سیاه ساوث‌هال برای دفاع از حقوق بشر زنان سیاه و آسیایی.[۶]
- ۲۰۱۱ − سوفی این ت ولد عضو پارلمان اروپا، برای کار در صندلی پارلمانی سکولاریسم و سیاست اروپا، اهداشده توسط ای. سی. گریلینگ[۷]
- ۲۰۱۲ − پیتر تاچل، برای یک عمر تلاش در دفاع از حقوق بشر علیه بنیادگرایی مذهبی، اهداشده توسط نیک کوهن.[۸]